# Ministerpräsident

Ministerpräsident, cuvânt german cu traducerea „președintele miniștrilor” și semnificația „prim-ministru”, este președintele cabinetului de miniștri în fiecare din landurile Germaniei precum și în regiunile din Belgia (Flandra, Valonia etc.). Uneori în română se spune și „ministru-prezident”. Prin contrast, funcția de prim-ministru la nivelul federației germane se numește cancelar (Bundeskanzler sau Bundeskanzlerin).

## Istoric
În anul 1867, în urma compromisului prin care Imperiul Austriac a fost transformat în Austro-Ungaria, fiecare dintre cele două jumătăți ale Dublei Monarhii, Cisleithania și Transleithania, au ajuns să aibă câte un guvern propriu condus de un Ministerpräsident. Ca stat unitar, Imperiul Austriac avea un singur guvern al cărui prim-ministru se numea Staatskanzler (cancelar de stat). Spre deosebire de Imperiul Austriac, Dubla Monarhie nu avea un singur guvern sau un singur prim-ministru comun celor două jumătăți ale sale. Denumirea de Ministerpräsident a fost păstrată în jumătatea austriacă a Dublei Monarhii până în 1918, când, în același timp cu înființarea Republicii Austriei Germane, președintele consiliului de miniștri a fost numit Bundeskanzler (cancelar al federației, cancelar federal). 
Numele de ministru-prezident a fost preluat însă de Iuliu Maniu în 1918, ca titulatură pentru funcția de președinte al Consiliului Dirigent al Transilvaniei pe care a deținut-o.
Pentru scurt timp, în 1919, și președintele cabinetului Germaniei s-a numit Reichsministerpräsident (prim-ministru imperial), după care constituția Republicii de la Weimar a revenit la vechea titulatură Reichskanzler (cancelar imperial).

## În prezent
Astăzi denumirea de Ministerpräsident este purtată de conducătorii cabinetelor regionale din Belgia, precum și de conducătorii cabinetelor din landurile Germaniei, cu excepția celor trei orașe-stat (Berlin, Brema și Hamburg), ale căror cabinete sunt conduse întotdeauna de primarul general respectiv.